# Новое Ямкино
Новое Ямкино — деревня в Алькеевском районе Татарстана. Входит в состав Борискинского сельского поселения.

## География
Находится в южной части Татарстана на расстоянии приблизительно 26 км по прямой на юго-восток от районного центра села Базарные Матаки.

## История
Основана в 1930-х годах.

## Население
Постоянных жителей было: в 1938 году — 147, в 1949 — 182, в 1958 — 177, в 1970 — 199, в 1979 — 102, в 1989 — 47, в 2002 — 44 (татары 100 %), 41 — в 2010.